# Slangerups kommun
Slangerups kommun var en kommun i Frederiksborg amt i Danmark. Kommunen hade 9 028 invånare (2003) och en yta på 45,57 km². Slangerup var centralort.
Kommunen delades 2007 då kommundelen Uvelse gick upp i Hillerøds kommun och resten gick upp i Frederikssunds kommun.